# La Tête dans les nuages (court métrage)
 (juillet 2025).
Pour les articles homonymes, voir La Tête dans les nuages.
Pour plus de détails, voir Fiche technique et Distribution.
La Tête dans les nuages (La testa tra le nuvole en version originale) est un court métrage d'animation italien réalisé par Roberto Catani, sorti en 2013. Il remporte la mention spéciale au festival international du film d'animation d'Annecy 2014.

## Synopsis
En classe, un instituteur met brutalement fin aux rêvasseries d'un écolier. L'éducateur menace le garçon de lui couper l'oreille afin de stimuler sa concentration et d'empêcher son imagination de partir une fois de plus en roue libre.

## Fiche technique
- Titre : La Tête dans les nuages
- Titre original : La testa tra le nuvole
- Réalisation : Roberto Catani
- Scénario : Roberto Catani
- Musique : Andrea Martignoni
- Producteur : Robert Catani
- Production : Ottomani A.C.
- Pays :  Italie
- Durée : 7 minutes et 50 secondes
- Date de sortie :
  -  Italie : 2013
  -  Allemagne : 2 avril 2014
  -  France : 10 juin 2014

## Récompenses et distinctions
En 2014, le film reçoit la mention spéciale pour un court métrage au Festival international du film d'animation d'Annecy.